# 파니 발레트
파니 발레트(Fanny Valette, 1986년 7월 4일 ~ )은 프랑스의 배우이다.

## 출연 작품
- 저스트 어 플링 (2017)
- 미스터 스타인 고즈 온라인 (2017)
- 어 러브 유 (2015)
- 택시: 나이트페어 (2015)
- 더 크로싱 (2012)
- 외아들 (2011)
- 하이 레인 (2009)
- 웰컴 홈 (2008)
- 몰리에르 (2007)
- 체인지 어드레스 (2006)
- 리틀 예루살렘 (2005)
- 프랑스인의 아들 (1999)